# غاري توبيس
غاري توبيس (بالإنجليزية: Gary Taubes) هو صحفي واخصائي تغذية أمريكي، ولد في 30 أبريل 1956 في روتشستر في الولايات المتحدة.

## وصلات خارجية
- الموقع الرسمي
- غاري توبيس على موقع ميوزك برينز (الإنجليزية)